# Миронеги
Миронеги — деревня в Валдайском муниципальном районе Новгородской области России, относится к Яжелбицкому сельскому поселению.
Деревня расположена на федеральной автомобильной дороге «Россия» М10 (E 105) в 5 км к северо-западу от города Валдай и в 2 км к юго-востоку от деревни Немчинова Гора. Близ села мост реку Гремячая, а за ним дорога в находящуюся в 2 км от Миронег деревню Борцово у озера Пруссо.

## История
О раннем заселении окрестностей свидетельствует группа сопок (15 насыпей) VIII—X вв. н. э., на северной окраине деревни Миронеги. Эти сакрально-погребальные памятники раннего славянского заселения внесены в «Перечень объектов исторического и культурного наследия федерального (общероссийского) значения».
Упоминается в писцовых книгах Деревской пятины Новгородской земли 1551 года, как населённый пункт Еглинского погоста — Миронѣг, происходит от славянского имени Миронег.
В Валдайском уезде Новгородской губернии — деревня Миронѣги
на речке Гремячке была в Зимогорской волости. В Валдайском районе деревня до муниципальной реформы была подчинена Яжелбицкому сельсовету, затем Яжелбицкой сельской администрации.